# Le Cœur de la littérature et la Sculpture des dragons
Le Cœur de la littérature et la Sculpture des dragons ou Wenxin Diaolong (文心雕龍, pinyin Wén Xīn Diāo Lóng) est un ouvrage de Liu Xie, écrit aux environs de 500 et considéré comme le texte le plus important sur l'esthétique littéraire chinoise.

## Sur le titre

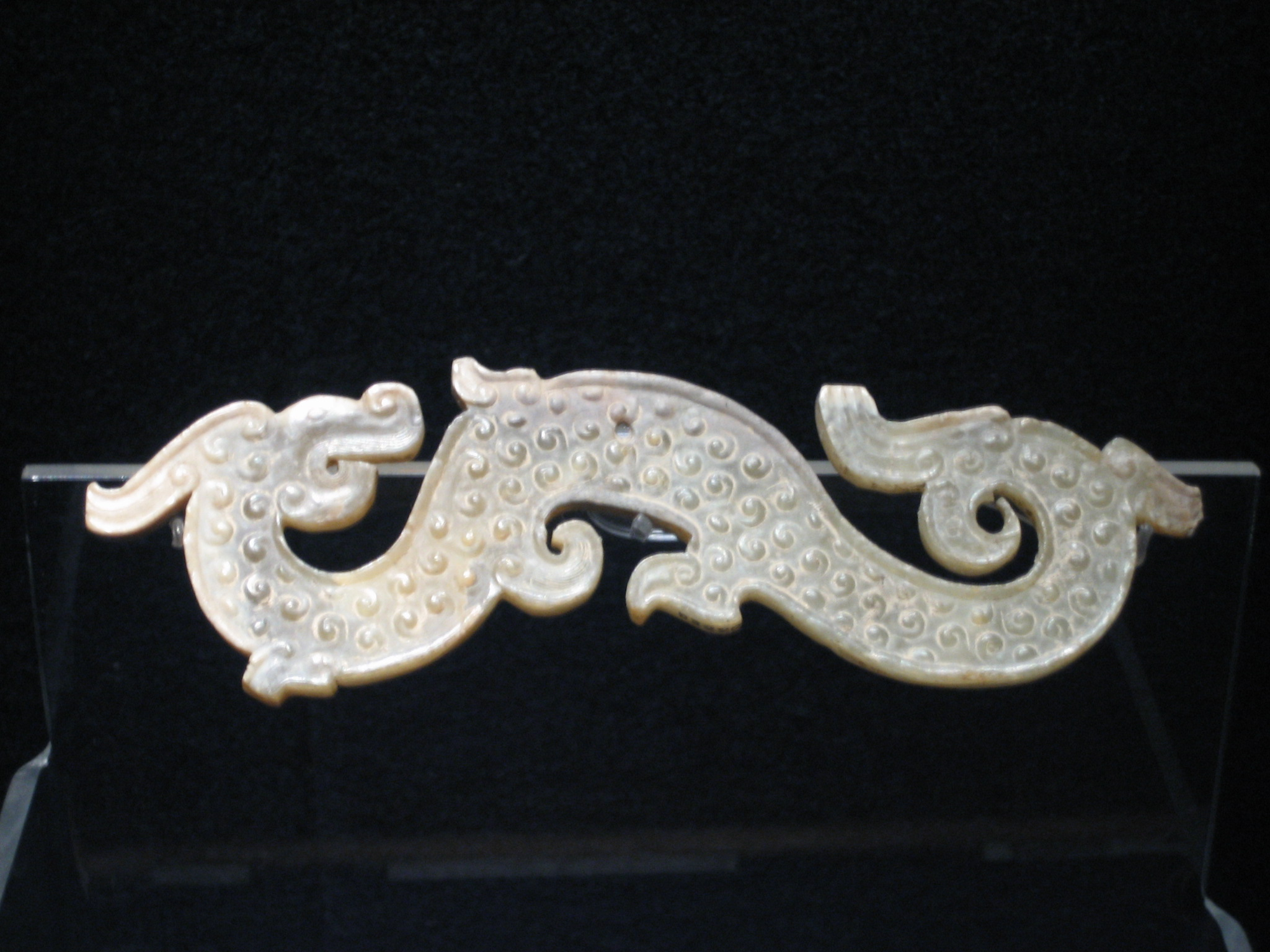
Dragon en jade, période des Royaumes combattants (musée de Shanghai).

Le mot wen avait le sens de à l'origine le sens de « beauté naturelle », puis celui de « culture » à partir de Confucius, et enfin celui de « littérature » à partir des Han. Liu Xie utilise dans son traité le mot dans ces trois sens. Dans le sens de « beauté naturelle », wen s'oppose à la beauté qui résulte d'un travail, la « sculpture des dragons ». L'expression wen xin (« cœur » ou « esprit de la littérature ») est une création de Liu Xie. Diao long , (« gravure » ou « ciselure des dragons ») a d'abord été un surnom donné à un lettré, Zou Chi, de l'époque des Royaumes combattants, réputé pour la perfection de son style : « Zou Shi améliorait les écrits de [Zou] Yan ; il les embellissait comme on grave et cisèle un décor de dragon, et c'est pourquoi on l'appelait le graveur de dragons. » L'expression est employée par la suite, jusque vers 650, pour parler de la qualité remarquable de la composition ou de la beauté d'une œuvre.
Il existait une métaphore apparentée, mais de sens contraire, la « gravure (ou ciselure) des vermisseaux » (diaochong). Inventée par Yang Xiong (53 av. J.-C. - 18 ap. J.-C.) pour qualifier l'art de composer des fu, l'expression était en général employée pour désigner des occupations ou des œuvres au caractère artificiel ou futile. Bien que Liu Xie n'utilise jamais cette expression, il devait probablement la connaître et le choix de l'expression contraire diaolong pour désigner la perfection du style devait sans doute lui faire écho.
Le titre, dont la traduction est malaisée, a été rendu en français de différentes manières : Le cœur de la littérature sculpte des dragons, Dragon sculpté sur le cœur du wen, Le Cœur de la littérature et la Sculpture des dragons, L'Esprit de la littérature et le Dragon sculpté, pour ne s'en tenir qu'au français. D. Holzman propose de le comprendre ainsi : « le processus de création littéraire dans l'esprit de l'auteur » (wenxin) et « la rhétorique, le style littéraire, beau comme des dessins en forme de dragons sculptés » (diaolong).

## Plan de l'ouvrage
Le Cœur de la littérature et la Sculpture des dragons compte cinquante chapitres.
Les chapitres 1 à 5 définissent le sujet traité par l'ouvrage (parmi lesquels : 1 - « Yuandao » (Le dao pour origine) ; 3 « Zongjing » (Les classiques pour modèles)).
Les chapitres 6 à 25 traitent des différents genres, genres rimés puis genres en prose.
Les chapitres 26 à 49 traitent des différents aspects de la création littéraire, tels que l'inspiration (parmi lesquels : 35 - « Lici »).
Enfin le cinquantième, « Xuzhi » (Déclaration d'intention), est une postface.

## La littérature selon Liu Xie
Le premier chapitre du Cœur de la littérature et la Sculpture des dragons est consacrée au dao originel, sous-jacent aux œuvres littéraires comme à toute chose, la beauté naturelle (wen) faisant le lien. Cette beauté naturelle était déjà présente dans les Classiques, aussi peuvent-ils servir de modèles (chap. 3). L'ouvrage s'attache ensuite à définir les différents genres, qui sont plus d'une trentaine, et qui sont en fait tous les types d'écrits existant auparavant. On y trouve aussi bien les édits impériaux que les éloges funèbres, c'est-à-dire des genres qui n'ont que peu de rapport avec la littérature. Mais Liu Xie établit une différence entre ceux qui relèvent de cette littérature (wen), au caractère esthétique, et ceux qui relèvent du « pinceau » (bi), à caractère utilitaire.
Dans la partie suivante Liu Xie traite de différents aspects de la création littéraire comme l'imagination, ou « pensée visionnaire », engendrée par le vide ; « nourrir le principe vital », qui consiste à ne pas forcer son talent et à laisser surgir l’inspiration. Il emprunte à Cao Pi l'idée que chaque auteur a un style propre correspondant à sa personnalité.  Il utilise en outre un certain nombre de notions qui, articulées en un jeu d'oppositions, permettent de déterminer ce qui forme les qualités primordiales de la littérature : c'est par exemple wen, selon les sens définis plus haut, en opposition à zhi, la « matière brute », ainsi que, en tant qu'œuvre littéraire, en opposition à bi ; qing, le sentiment, en opposition à cai, ce qui est décoratif ; shi, la réalité telle qu'elle est présentée dans un ouvrage, en opposition à hua, l'embellissement ; zheng, classique, opposé à qi, original ; tong, la tradition, opposé à bian, la nouveauté. Chacun de ces termes est inséparable de son opposé et peut être soit péjoratif soit laudatif selon qu'il sera mis en œuvre seul ou associé à son contraire : par exemple la nouveauté qui ne s'appuie pas sur la tradition n'est qu'une mode.
Deux des notions mises en avant par Liu Xie ont été empruntées à l'essai L'Estimation des anciennes peintures de Xie He : ce sont le « vent » (feng) et l'« ossature » (gu). Le « vent » se définit comme étant « la transformation des sentiments, de l'idéal et du talent naturel en souffle vital de la littérature » (J. Pimpaneau). L'ossature désigne la façon dont les mots sont assemblés. Seuls les chefs-d'œuvre réussissent à associer vent et ossature de manière satisfaisante.
Liu Xie examine ensuite les différents procédés littéraires qui n'entravent ni le « vent » ni l'« ossature » de l'œuvre. Parmi ceux-ci le parallélisme a une importance particulière dans la littérature chinoise. C'est aussi le cas du procédé du bi (comparaison) et du xing (allégorie), dont Liu Xie souligne qu'elles doivent émaner de l'intérieur pour paraître naturelles. Liu distingue de plus ce qui ressort clairement dans une œuvre (xin) et ce qui est sous-entendu (yin). L'un et l'autre vont de pair : « que la racine soit vigoureuse, et le bout des branches s'élèvera d'autant plus haut. » Xin et yin se doivent d'être employés avec discrétion, et ne pas apparaître comme le fruit du labeur. Enfin, l'ensemble de ces procédés sont subordonnés à l’unité de l'œuvre (fuhui), qui est essentielle, afin de former un tout cohérent.

### Le parallélisme
Le chapitre 35 (« Lici ») est entièrement consacré à ce sujet. L'usage du parallélisme est perçu comme naturel puisque toute chose dans la nature est complémentaire d'une autre et cet usage est une façon de relier la littérature à l'ordre cosmique. Cet usage littéraire s'est transformé au fil de l'Histoire. Dans les premiers temps, le parallélisme apparaît comme spontané, dans les commentaires du Livre des mutations attribués à Confucius, dans le Classique des vers, dans les chroniques. Sous les Han, le parallélisme est utilisé de façon réfléchie, puis évolue sous les Six Dynasties (à partir des Wei-Jin), pour être utilisé de manière artificielle. L'auteur propose ensuite une typologie du parallélisme qui, en toute logique, est organisée par paires : parallélisme verbal ou factuel, parallélisme par ressemblance ou par contraste, ce dernier étant, du point de vue de Liu Xie, d'une qualité supérieure.
L'ouvrage de Liu Xie est d'ailleurs lui-même entièrement rédigé en prose parallèle, selon le style dit piantiwen en vigueur sous les Six Dynasties.

## Traductions
- Liu Xie, L'essence de la littérature et la gravure des dragons, Editions des Langues étrangères
- (en) The Literary Mind and the Carving of Dragons, trad. V. Y. Shih, Columbia University Press, 1959
- [Extrait] Liu Xie, « En prenant les textes canoniques comme source (Liu Xie, Wenxin diaolong, chap. III, Zong jing) », trad. François Jullien, Extrême-Orient, Extrême-Occident, 1984, vol. 5, no  5. [lire en ligne]
- [Extraits] Jacques Pimpaneau, Anthologie de la littérature chinoise classique, Philippe Picquier, 2004, p. 322-336.